# Районг
Районг (тай. ระยอง) — місто в Таїланді, столиця однойменної провінції.

## Географічне положення
Місто розташоване на східному узбережжі Сіамської затоки.

## Клімат
Клімат у місті субекваторіальний. Середньорічний мінімум 25,0 °C (з варіаціями від 21,2 °C у грудні до 27 °C у квітні-травні). Середньорічний максимум становить 32,6 °C (з варіаціями від 32 °C у січні-грудні до 34,3 °C у квітні).
У місті чітко виражений вологий сезон, який триває з травня по жовтень включно. Найбільша кількість опадів випадає в травні (перший максимум), і у вересні-жовтні (другий, головний максимум). У червні-серпні кількість опадів знижується, оскільки сонце відступає далі в Північну півкулю. Сухий сезон триває з грудня по лютий. Під час нього опади бувають дуже рідко, що робить цей час оптимальним для відпочинку.

## Населення
Станом на 2015 рік населення міста становить 63 655 осіб. Щільність населення - 3755 осіб/км². Чисельність жіночого населення (52,7 %) перевищує чисельність чоловічого (47,3 %)